# Sinagoga
Sinagoga est un village du Cap-Vert sur l'île de Santo Antão.

## Géographie
Situé à 5 km de Ribeira Grande sur la route qui mène à Paul, il abrite un chantier naval qui construit des barques en bois pour les pêcheurs.

## Histoire
Il tient son nom d'une ancienne synagogue qui a été depuis reconvertie en camp d’isolement pour les lépreux, due à des colons juifs expulsés du Portugal, qui s'y étaient installés. 